# Wiktor Szelągowski
Wiktor Szelągowski (1900-1935) fue un deportista polaco que compitió en remo. Ganó dos medallas de bronce en el Campeonato Europeo de Remo, en los años 1929 y 1932.

## Palmarés internacional
| Campeonato Europeo | Campeonato Europeo    | Campeonato Europeo | Campeonato Europeo |
| Año                | Lugar                 | Medalla            | Prueba             |
| ------------------ | --------------------- | ------------------ | ------------------ |
| 1929               | Bydgoszcz (Polonia)   | Medalla de bronce  | Dos con timonel    |
| 1932               | Belgrado (Yugoslavia) | Medalla de bronce  | Dos con timonel    |